# Mistrzostwa Europy w Zapasach 1975
30. Mistrzostwa Europy w zapasach odbyły się w 1975 roku w Ludwigshafen am Rhein (Niemcy).

## Styl klasyczny

### Medaliści
| Konkurencja | Złoto                | Srebro              | Brąz                 |
| ----------- | -------------------- | ------------------- | -------------------- |
| -48 kg      | Constantin Alexandru | Aleksiej Szumakow   | Ferenc Seres         |
| -52 kg      | Rolf Krauß           | Walerij Arutjunow   | Bilal Tabur          |
| -57 kg      | Ivan Frgić           | Fargat Mustafin     | Bernd Drechsel       |
| -62 kg      | Kazimierz Lipień     | Anatolij Kawakajew  | Stojan Łazarow       |
| -68 kg      | Andrzej Supron       | Wiktor Kuzmin       | Lars-Erik Skiöld     |
| -74 kg      | Jan Karlsson         | Klaus-Peter Göpfert | Vítězslav Mácha      |
| -82 kg      | Władimir Czeboksarow | Ion Enache          | André Bouchoule      |
| -90 kg      | Georgi Rajkow        | Władimir Nechajew   | Dieter Heuer         |
| -100 kg     | Nikołaj Bałboszyn    | Fredi Albrecht      | József Farkas        |
| +100 kg     | János Rovnyai        | Nikoła Dinew        | Aleksandr Kołczinski |

### Tabela medalowa
| Lp. | Państwo        | Złoto | Srebro | Brąz |
| --- | -------------- | ----- | ------ | ---- |
| 1   | ZSRR           | 2     | 6      | 1    |
| 2   | Polska         | 2     | 0      | 0    |
| 3   | Bułgaria       | 1     | 1      | 1    |
| 4   | Rumunia        | 1     | 1      | 0    |
| 5   | Węgry          | 1     | 0      | 2    |
| 6   | Szwecja        | 1     | 0      | 1    |
| 7   | RFN            | 1     | 0      | 0    |
|     | Jugosławia     | 1     | 0      | 0    |
| 9   | NRD            | 0     | 2      | 2    |
| 10  | Turcja         | 0     | 0      | 1    |
|     | Czechosłowacja | 0     | 0      | 1    |
|     | Francja        | 0     | 0      | 1    |

## Styl wolny

### Medaliści
| Konkurencja | Złoto               | Srebro           | Brąz                 |
| ----------- | ------------------- | ---------------- | -------------------- |
| -48 kg      | Hasan Isajew        | Jürgen Möbius    | Fiodor Baumbach      |
| -52 kg      | Arsen Ałachwerdijew | Ali Rıza Alan    | Władysław Stecyk     |
| -57 kg      | Władimir Jumin      | Micho Dukow      | Zbigniew Żedzicki    |
| -62 kg      | Iwan Jankow         | Helmut Strumpf   | Zagaław Abdułbiekow  |
| -68 kg      | Ichaku Gajdarbiekow | Mehmet Sarı      | Gerhard Weisenberger |
| -74 kg      | Pawieł Pinigin      | Dan Karabin      | Servet Aydemir       |
| -82 kg      | Ismaił Abiłow       | Vasile Iorga     | Günter Spindler      |
| -90 kg      | Horst Stottmeister  | Paweł Kurczewski | Piotr Surikow        |
| -100 kg     | Iwan Jarygin        | Harald Büttner   | Dimo Kostow          |
| +100 kg     | Sosłan Andijew      | József Balla     | Ladislau Șimon       |

### Tabela medalowa
| Lp. | Państwo        | Złoto | Srebro | Brąz |
| --- | -------------- | ----- | ------ | ---- |
| 1   | ZSRR           | 6     | 0      | 3    |
| 2   | Bułgaria       | 3     | 1      | 1    |
| 3   | NRD            | 1     | 3      | 1    |
| 4   | Turcja         | 0     | 2      | 1    |
| 5   | Polska         | 0     | 1      | 2    |
| 6   | Rumunia        | 0     | 1      | 1    |
| 7   | Czechosłowacja | 0     | 1      | 0    |
|     | Węgry          | 0     | 1      | 0    |
| 9   | RFN            | 0     | 0      | 1    |